# Manuel Francisco Reina
Manuel Francisco Reina (Jerez de la Frontera, Cádiz, 3 de junio de 1974) es un novelista, poeta, guionista, crítico literario y dramaturgo español.

## Biografía
Realiza estudios de Filología Hispánica en Cádiz.
Ha colaborado en prensa con Culturas de La Vanguardia, Diario de Cádiz y Europa Sur, entre otros. Ha publicado poemas y textos de crítica en revistas como Papeles de la Alacena (de la Fundación Juan Ramón Jiménez), Albatros (México), La Estafeta Literaria, Revista Áurea e Instituto Cervantes Virtual.
Fue cronista del diario ABC, y articulista del suplemento cultural ABCD las Artes y las Letras, además de colaborador de opinión en diversas revistas y medios radiofónicos y audiovisuales como las revistas Zero o GQ, y en los periódicos virtuales elplural.com o elconfidencial.com, o el Blog de Las Artes y las Letras del portal digital de la revista ¡Hola!, o Babelia del diario El País .
Ha publicado diversos libros de poemas y ha sido premiado con el Premio Ciudad de San Fernando para poetas Andaluces, el Premio Kutxa de poesía Ciudad de Irún, el Premio Ibn Al-Jatib del Centro de Estudios Hispanoárabes de Almuñécar, Premio Aljabibe de Poesía. Obtuvo la Mención especial en la modalidad de Arte de los premios Andalucía Joven 2006, así como el Premio de Teatro Arte Joven de la Comunidad de Madrid por la obra de teatro Olimpo busca chico nuevo. En el año 2005 coordinó el disco No os olvidamos, en homenaje a las víctimas del 11M. Es autor de las novelas Los santos varones, La coartada de Antínoo, que fue finalista del Premio de la Crítica Andaluza de Narrativa, La mirada de sal, La emperatriz amarga y Los amores oscuros que sacó a la luz el último amor de Federico García Lorca, Juan Ramírez de Lucas, con enorme repercusión en los medios, esta novela fue galardonada con el Premio Internacional de novela Histórica Ciudad de Zaragoza.
El 27 de junio de 2014 se estrenó en el Teatro Villamarta de Jerez de la Frontera el espectáculo Lorca, muerto de amor, adaptación para musical flamenco de su novela homónima, a cargo del propio autor, con dirección y coreografía del bailaor David Morales, música de Daniel Casares y dirección escénica de Juan Estelrich. Este espectáculo fue presentado en el Carnegie Hall de Nueva York en noviembre de 2016. Por su compromiso con los derechos civiles, en particular con los derechos por la igualdad de las mujeres y las conquistas LGTB, ha sido distinguido en 2014 con el Premio Baeza por la Diversidad, que concede el Ayuntamiento de Baeza.
En colaboración con la periodista Rosa Villacastín publica en 2014 La princesa Paca, otra novela testimonio que saca a la luz la relación entre Francisca Sánchez del Pozo y Rubén Darío, descubriendo nuevas cartas inéditas hasta el momento de su relación. Por este motivo fue invitado por el gobierno de Nicaragua a los actos de conmemoración por el centenario de la muerte del poeta. Su versión cinematográfica, protagonizada por Irene Escolar y Daniel Holguín, y dirigida por Joaquín Llamas se estrenó en RTVE en 2017.
Además es autor de diversas antologías y compilatorios como Mujeres de carne y verso, La paz y La palabra (Letras contra la Guerra) o Poesía andalusí, y ensayos como Un siglo de copla o El plagio como una de las bellas Artes. Guionista de documentales, como el presentado en el Festival de cine de Málaga, La España de la copla: 1908. Ha sido traducido a varios idiomas como el inglés, francés, italiano, sueco, ruso, búlgaro, hebreo y árabe.

## Algunas publicaciones

### Poesía
- Razón del incendiario, Premio Juventud, Delegación de Juventud, Chiclana, 1998.
- Naufragio hacia la dicha, Premio Ciudad de San Fernando para poetas Andaluces, Huerga y Fierro Editores, S.L., Madrid, 1999.
- Consumación de estío, Premio de Poesía Ciudad de Irún, Fundación Kutxa Ediciones y Publicaciones, San Sebastián, 2003.
- Poemas 2003, Accésit del Premio de Poesía Ciudad de Zaragoza, Ayuntamiento de Zaragoza, 2003.
- Las islas cómplices, Premio Bahía de Poesía, Fundación Municipal de Cultura José Luis Cano, Algeciras, 2004.
- El amargo ejercicio, EH Ediciones (Fyser XXI, S.L.U.), Jerez de la Frontera, 2006.
- La lengua de los ángeles, Premio de Poesía El Ermitaño, Colección el Ermitaño, Puerto de Santa María, 2006.
- Las rosas de la carne, Calambur Editorial, S.L., Madrid, 2008.
- Las liturgias del caos, Premio Aljabibe de Poesía, Ediciones Endymion, Madrid, 2009.
- La vocación del zángano, La Compañía de Versos, Granada, 2010.
- Los secretos felinos, Ediciones Endymion, Madrid, 2011

### Dramaturgia
- Olimpo busca chico nuevo, Premio Arte Joven de Teatro de Madrid, representado por 4Pared Teatro Universitario, La Avispa Editorial, Madrid, 2002
- Los amores oscuros, adaptación teatral de la novela homónima, montada y producida por Albacityon Teatro, en 2016, con Antonio Campos, Clara Montes, Alejandro Valencia y dirigida por Juanma Cifuentes. Se estrenó el 1 de febrero, en el Teatro Cervantes, en el marco del Festival de Teatro de Málaga. Clara Montes edita un disco con la compañía Universal, del mismo título de la novela y la obra.

### Narrativa
- Los santos varones, Odisea Editorial, S.L., Madrid, 2003.
- La coartada de Antínoo, Editorial el Tercer Nombre, Madrid, 2005; reedición en Temas de Hoy, Madrid, 2012.
- La mirada de sal, Roca editorial, Barcelona, 2006.
- La emperatriz amarga, Roca editorial, Barcelona, 2010.
- Los amores oscuros, Temas de Hoy, Madrid, 2012. Novela que desveló tras una investigación exhaustiva la última y desconocida relación entre Federico García Lorca y el crítico Juan Ramírez de Lucas, poniendo de acuerdo a todo el arco parlamentario del Congreso de los Diputados español,[12] por unanimidad, en junio de 2012, para recuperar el legado descubierto.[7]

### Antologías y compilaciones
- Mujeres de carne y verso, La Esfera de los Libros S.L., Madrid, 2001.
- Ópera lecta. Antología Poética de Pilar Paz Pasamar. Visor Libros, S.L., Madrid, 2001.
- Muelles de Madrid, Sílex, Ediciones, Madrid, 2003.
- La paz y la palabra. Letras contra la Guerra, Odisea Editorial, S.L., Madrid, 2003.
- Después de todo: homenaje de Bilaketa a José Hierro, Grupo de Cultura Bilaketa, Bilbao, 2004.
- Cocinar para seducir, en colaboración con Niklas Gustavson, Editorial el Tercer Nombre, Madrid, 2005.
- Antología de la poesía andalusí, Editorial Edaf, S.A., Madrid, 2007.
- Traslatio literaria y Xacobea, Imagine Press Ediciones, Madrid, 2007.
- El río que no cesa, antología poética de Pilar Paz Pasamar, EH Ediciones (Fyser XXI, S.L.U.), Jerez de la Frontera, 2007.
- Un siglo de copla, Ediciones B, Madrid, 2009.
- El plagio como una de las bellas artes, Ediciones B, Madrid, 2012.